# سوني ساندوفال
سوني ساندوفال (بالإنجليزية: Sonny Sandoval)‏ هو مغني وموسيقي أمريكي، ولد في 16 مايو 1974 في سان دييغو في الولايات المتحدة.

## وصلات خارجية
- الموقع الرسمي
- سوني ساندوفال على موقع IMDb (الإنجليزية)
- سوني ساندوفال على موقع ميوزك برينز (الإنجليزية)
- سوني ساندوفال على موقع ديسكوغز (الإنجليزية)
- سوني ساندوفال على موقع قاعدة بيانات الفيلم (الإنجليزية)
- سوني ساندوفال على موقع كينوبويسك (الروسية)